# Satz von Warning
In der Zahlentheorie, einem der Teilgebiete der Mathematik, ist der Satz von Warning ein von dem Mathematiker Ewald Warning im Jahre 1935 vorgelegter Lehrsatz, der eine Teilbarkeitseigenschaft der Nullstellenmengen gewisser Polynome über endlichen Körpern beschreibt. Der Satz umfasst nicht zuletzt einen ebenfalls im Jahre 1935 vorgelegten Satz des französischen Mathematikers Claude Chevalley (1909–1984). Der Satz von Warning zog eine Anzahl von weitergehenden Untersuchungen nach sich.

## Formulierung des Warning'schen Satzes
Der Satz lässt sich folgendermaßen formulieren:
Gegeben seien eine Primzahl {\displaystyle p} sowie der zugehörige endliche Körper {\displaystyle \mathbb {K} =\operatorname {GF} (p)} und weiter eine natürliche Zahl {\displaystyle n\geq 1} sowie ein Polynom {\displaystyle f\in \mathbb {K} [x_{1},\dotsc ,x_{n}]} und es gelte die Ungleichung {\displaystyle \deg(f)<n}.
Weiter sei {\displaystyle N_{f}\subseteq {\mathbb {K} }^{n}} die Menge der Nullstellen von {\displaystyle f} .

Dann ist {\displaystyle |N_{f}|} ist durch {\displaystyle p} teilbar. Mit anderen Worten: {\displaystyle |N_{f}|\equiv 0{\pmod {p}}}.

### Verallgemeinerung
Der Satz von Warning ist enthalten in dem folgenden allgemeineren Satz:
Es seien die allgemeinen Voraussetzungen von oben gültig. Dabei seien jedoch – anstelle eines einzigen Polynoms – für eine beliebige natürliche Zahl {\displaystyle m\geq 1} mehrere Polynome {\displaystyle f_{1},\dotsc ,f_{m}\in \mathbb {K} [x_{1},\dotsc ,x_{n}]} gegeben, welche der Ungleichung {\displaystyle \deg(f_{1})+\cdots +\deg(f_{m})<n} genügen sollen.

Dann ist für die Menge {\displaystyle N=\bigcap _{j=1}^{m}{N_{f_{j}}}\subseteq {\mathbb {K} }^{n}} der gemeinsamen Nullstellen der {\displaystyle f_{j}(j=1,\dotsc ,m)} deren Anzahl {\displaystyle |N|} durch {\displaystyle p} teilbar.
Insbesondere gibt es stets eine weitere gemeinsame Nullstelle, falls die {\displaystyle f_{j}(j=1,\dotsc ,m)} mindestens eine gemeinsame Nullstelle haben.

## Erläuterungen und Hinweise
- Für eine Menge {\displaystyle X} bezeichnet man mit {\displaystyle |X|} die Mächtigkeit dieser Menge.
- Zu einer Primzahl {\displaystyle p} gehört stets der Galoiskörper {\displaystyle \mathbb {K} =\operatorname {GF} (p)} mit der Charakteristik {\displaystyle \operatorname {char} (\mathbb {K} )=|\mathbb {K} |=p}.
- Zu einem gegebenen Körper {\displaystyle \mathbb {K} } und einer gegebenen natürlichen Zahl {\displaystyle n\geq 1} gehört stets der Polynomring {\displaystyle \mathbb {K} [x_{1},\dotsc ,x_{n}]} in {\displaystyle n} Veränderlichen {\displaystyle x_{1},\dotsc ,x_{n}}.
- {\displaystyle \deg(f)} bezeichnet den Grad des Polynoms {\displaystyle f}.
- Für den Galoiskörper {\displaystyle \mathbb {K} =\operatorname {GF} (p)} ist {\displaystyle (a_{1},\dotsc ,a_{n})\in {\mathbb {K} }^{n}} genau dann Nullstelle des Polynoms {\displaystyle f}, wenn {\displaystyle f(a_{1},\dotsc ,a_{n})\equiv 0{\pmod {p}}}.
- Man bezeichnet in der englischsprachigen Fachliteratur die genannte Verallgemeinerung des Warning'schen Satzes auch als Chevalley–Warning theorem (deutsch Chevalley–Warning'scher Satz).[3]
- Der von Chevalley vorgelegte Satz wurde parallel zum Satz von Warning in derselben Zeitschrift publiziert und besagt, dass die im Chevalley–Warning'schen Satz genannte Polynome {\displaystyle f_{j}(j=1,\dotsc ,m)} unter der genannten Gradbedingung im Falle {\displaystyle (0,\dotsc ,0)\in N} mindestens noch eine weitere gemeinsame Nullstelle {\displaystyle (a_{1},\dotsc ,a_{n})\in N\setminus \{(0,\dotsc ,0)\}} haben. Hier ist zu beachten, dass {\displaystyle p\geq 2} ist.
- Der Satz von Warning und die oben genannte Verallgemeinerung lassen sich nicht zuletzt sich auch mit Hilfe des Kombinatorischen Nullstellensatzes ableiten.[3]
- Der von Koch und Pieper in ihrer Zahlentheorie (s. u.) dargestellte „schöne Beweis“ des Satzes von des Warning beruht auf der Publikation von James Ax aus dem Jahre 1964 (s. u.).[4]